# Дејан Црномарковић
Дејан Црномарковић (Смедеревска Паланка 28. новембар 1961) српски и југословенски је новинар и књижевник.

## Биографија
Основну школу и гимназију завршио је у Смедеревској Паланци. Студирао је на Правном факултету у Београду, али није дипломирао. Новинарско образовање стекао је на Југословенском институту за новинарство у Београду.
Аутор је више књига поезије.
Објављивао је и прозу и заступљен је у књизи кратких прича Откуцаји пешчаног сата, 1990., књизи Најкраће приче, 2021., као и часописима и зборницима.
Живео и радио у Југославији, Србији, Грчкој, Кини, Тајланду и Јужној Кореји.

## Новинарски рад
Новинарску каријеру започео је 1988. године у Омладинском листу Треће око, а наставио у ТВ АНЕМ, дневним новинама Центар и Прес и РТВ Јасеница у Смедеревској Паланци.
Од 2006. године је издавач и уредник часописа Паланачке независне варошке новине, а од 2015. и портала Шумадијске вести. У ова два медија, поред осталог, објављује колумне На трагу  и (Из)Ванредни коментар.
Члан је Удружења новинара Србије и Међународне федерације новинара.

## Књижевни рад
Добитник је Награде на Ратковићевим вечерима поезије у Црној Гори 1987. године.
Заступљен је у Антологији 200 шумадијских песника од 1804-2004. Бруј Шумадије.
Књига поезије О изгубљеним данима објављена је у Грчкој  2015. године.
-Дејан Црномарковић је песник, новинар, заљубљеник у Грчку. Имао сам задовољство да будем на представљању његове прве књиге поезије у Грчкој у Зони слободне мисли, у Скуфи. Заједно са преводиоцем збирке Нором Лефом, архитектом, визуелном уметницом и заједничким пријатељем, имали смо прилику да ћаскамо, упознамо се са његовом поезијом и једноставношћу и директности његовог карактера.

Христос Даскалакис, новинар
Књиге Део немира и О изгубљеним данима су промовисане и у Кини, У Библиотеци Канадске интернационалне школе у Хефеју и налазе се у фундусу Националне библиотеке провинције Анхуи.
-За нас је значајно да од данас имамо и књиге једног аутора из Србије. Желимо да се ова сарадња настави, а то значи да су наша врата увек отворена за вас.

Ли Веи Веи, директорка Националне библиотеке провинције Анхуи (Кина)
Члан је Алтернативне уметничке групе Петум са још четворицом академских сликара из Србије, Савеза књижевника у отаџбини и расејању и Књижевног клуба Пера Тодоровић.

## Дела
- Део немира,[19] МЗКПД, Црна Гора 1989.
- Игре руком, Мимо, Београд 1990.
- О изгубљеним данима, Оптимум, Смедеревска Паланка 2005.
- Део немира – друго издање,[20] Библиотека Милутин Срећковић, Смедеревска Паланка 2015.
- Για τις χαμενες μερες (Direct publishing, Αтина 2015.),
- Бог је желео да будем птица,[21][22][23] Библиотека Милутин Срећковић, Смедеревска Паланка 2020.